# Camilla Ottesen
Camilla Ottesen (* 11. November 1972 in Frederiksberg) ist eine dänische Fernsehmoderatorin.

## Biografie
1995 wurde Ottesen Moderatorin beim dänischen Sender ZTV. Von 1997 bis 2000 moderierte sie zusammen mit Thomas Mygind die dänische Fassung von Fort Boyard. Von 2000 bis 2001 war sie Moderatorin im Sendungsteil Vera der Kindersendung Børne 1'eren, für die sie auch als Drehbuchautorin tätig war. 2002 moderierte sie den Kindermusikwettbewerb MGP Nordic. Sie war die Moderatorin des Junior Eurovision Song Contests 2003. 2003 wurde sie für ihre Fernseharbeit ausgezeichnet. 2009 moderierte sie zusammen mit Peter Schmeichel im dänischen Team einer dänisch-finnischen Koproduktion von Fort Boyard. 2010 war sie Moderatorin der Fernsehsendung Ønskehaven.